# Humberto de Alencar Castelo Branco
Humberto de Alencar Castelo Branco (Fortaleza (Ceará), 20 september 1897 - aldaar, 18 juli 1967) was een militair en Braziliaanse politicus, en de zesentwintigste Braziliaanse president.
Deodoro da Fonseca ·
Peixoto ·
Morais ·
Campos Sales ·
Alves ·
Pena ·
Peçanha ·
Fonseca ·
Brás ·
Alves ·
Moreira ·
Pessoa ·
Bernardes ·
Luís ·
Prestes ·
(Junta van 1930) ·
Vargas ·
Linhares ·
Gaspar Dutra ·
Vargas ·
Café Filho ·
Luz ·
Ramos ·
Kubitschek ·
Quadros ·
Ranieri Mazzilli ·
Goulart ·
Ranieri Mazzilli ·
Castelo Branco ·
Costa e Silva ·
(Junta van 1969) ·
Garrastazu Médici ·
Geisel ·
Figueiredo ·
Neves ·
Sarney ·
Collor ·
Franco ·
Cardoso ·
Lula da Silva ·
Rousseff ·
Temer ·
Bolsonaro ·
Lula da Silva
- Bibliothèque nationale de France: cb12906295h (data)
- Gemeinsame Normdatei: 118668765
- International Standard Name Identifier: 0000 0001 2134 2980
- Library of Congress Control Number: n80083606
- Nationale Bibliotheek van Israël: 987007438951405171
- Nederlandse Thesaurus van Auteursnamen: 07391388X
- Réseau des bibliothèques de Suisse occidentale: 02-A006129130
- Système universitaire de documentation: 027463583
- Virtual International Authority File: 56739378
- WorldCat: E39PBJwtkHWP63XgKYFcd79FKd